# ТЕС Матра
ТЕС Матра — теплова електростанція в Угорщині у медьє Гевеш (північ країни).
З 1969 по 1972 рік на майданчику станції стали до ладу п’ять енергоблоків з паровими турбінами – перші два потужністю по 100 МВт та ще три з показниками по 200 МВт. Наразі потужність блоку №3 номінується на рівні 220 МВт, тоді як для блоків №4 та №5 цей показник становить 232 МВт. Останнє досягається за рахунок встановлених у 2007 році на четвертому та п’ятому блоках газових турбін потужністю по 33 МВт, відпрацьовані якими гази живлять котли-утилізатори, що дозволяє подати додаткову пару до головної турбіни. 
Станцію спорудили з розрахунку на споживання місцевого ресурсу бурго вугілля, видобуток якого ведуть відкритим способом. Встановлені у 2000-х газові турбіни розраховані на споживання блакитного палива (неподалік від станції проходит газопровід Берегдароц – Будапешт).
Видалення продуктів згоряння здійснюється через димар висотою 203 метра.
Через нестачу водних ресурсів у районі станції для всіх блоків окрім третього споруджена система повітряного охолодження.  
Видача продукції здійснюється по ЛЕП, розрахованим на роботу під напругою 220 кВ та 120 кВ.